# Moment 4 Life
"Moment 4 Life" é uma canção da rapper trinidiana-americana Nicki Minaj para o seu primeiro álbum de estúdio, Pink Friday (2010). Foi lançada pela gravadora Young Money como o terceiro single do álbum em 7 de Dezembro de 2010 nos Estados Unidos e somente em fevereiro no Reino Unido. Conta com a participação do rapper canadense Drake. Foi escrita por Minaj, Aubrey Graham, Nikhil Seetharam e por Tyler Williams, tendo sido produzida pelo último.
Nos Estados Unidos, tornou-se o segundo single da artista no topo da Hot Rap Songs e seu segundo Top 20 na Billboard Hot 100, onde vendeu mais de um milhão de cópias durante sua trajetória na parada. Ainda nesse país, tornou-se o primeiro single de Minaj no topo da Billboard R&B/Hip-Hop Songs. Chegou ao Top 40 no Reino Unido, Canadá, Irlanda e Bélgica. Alcançou o Top 10 na Escócia.
O vídeo acompanhante foi dirigido por Chris Robinson. Ele tem duração de mais de seis minutos e foi lançado em 27 de Janeiro de 2011 na canal americana MTV durante uma entrevista da cantora. O vídeo inicia com o diálogo entre Nicki Minaj e Martha Zolanski (sua fada madrinha) que falam sobre Roman Zolanski (alter-ego de Minaj) ter sido enviado para um colégio interno na Rússia. A artista cantou a música no VH1 Divas Support the Troops, The Ellen DeGeneres Show, Saturday Night Live, Lopez Tonight e no Hot 97. 

## Faixas
Download digital
1. "Moment 4 Life" (Versão Single) - 4:39

CD Single
1. "Super Bass" - 3:19
2. "Moment 4 Life" - 4:39

## Composição e Fundo musical
A música foi composta por Minaj, Tyler Williams, Aubrey Graham e Nikhil Seetharam. Na música, Nicki Minaj começa cantando o primeiro coro da canção falando sobre seu sucesso recente, ela fala sobre sua gravadora e sobre tudo o que aconteceu antes do lançamento de seu primeiro Cd. Ela fala também sobre as privações que sofreu e sobre sua nova vida em Hollywood. Drake aparece cantando versos que falam sobre sua vida antes da fama e sobre como está sendo a nova experiência de estar trabalhando para uma gravadora e sobre o "casamento com Nicki Minaj".

## Recepção
| Críticas profissionais | Críticas profissionais |
| Avaliações da crítica  | Avaliações da crítica  |
| Fonte                  | Avaliação              |
| ---------------------- | ---------------------- |
| Entertainment Weekly   | Positiva               |
| Digital Spy            | [ 6 ]                  |
| MTV                    | Favorável              |
| The Guardian           | Desfavorável           |

A canção recebeu críticas mistas. Brad Wete disse que "as letras de Minaj mostram seu talento para melodias, tanto narrando suas lutas, quanto seu amor e sua dor". Já Jesse Cataldo do Slant Magazine, deu a Nicki Minaj uma crítica negativa por afirmar que a cantora apresenta uma "selvageria" que enlouquece e uma letra bruta e que mostra falta de confiança por parte, tanto de Nicki Minaj, quanto de Drake.
Nas paradas musicais, a canção foi bem sucedida: liderou a Rap Songs por nove semanas consecutivas, quebrando seu próprio recorde com a canção "Your Love". Na R&B Songs chegou a primeira colocação e lá ficou por cinco semanas seguidas. Em ambas as paradas musicais, Moment 4 Life foi substituída por "Look at me now" de Chris Brown. Permaneceu durante 23 semanas na Hot 100 vendendo mais de um milhão de cópias somente nos Estados Unidos e obtendo sua maior colocação em 19 de Março. Sua maior permanencia foi na Rap Songs, onde ficou durante 32 semanas, chegando ao topo a 19 de Fevereiro e uma semana depois ao topo na R&B Songs.

### Prêmios e nomeações
| Ano  | Cerimônia                 | Nomeação        | Categoria                       | Resultado |
| ---- | ------------------------- | --------------- | ------------------------------- | --------- |
| 2011 | "MTV Video Music Awards"  | "Moment 4 Life" | Melhor Colaboração              | Indicado  |
| 2011 | "BET Awards"              | "Moment 4 Life" | Escolha da audiência            | Indicado  |
| 2011 | "Soul Train Music Awards" | "Moment 4 Life" | Melhor Música de Hip-Hop do Ano | Venceu    |
| 2011 | "BET Hip Hop Awards"      | "Moment 4 Life" | Escolha Popular                 | Indicado  |
| 2012 | "54° Grammy Award"        | "Moment 4 Life" | Melhor Performance Rap          | Indicado  |

## Videoclipe
O vídeo musical da canção foi dirigido por Chris Robinson e estreou em 27 de Janeiro de 2011 na MTV americana. O enredo do clipe é bem simples: Nicki Minaj é uma princesa que está se preparando para uma festa que haverá em seu castelo. O vídeo se inicia com um livro de contos de fadas se abrindo e Nicki aparece com um vestido azul e cabelos preto, quando de repente uma fada madrinha (que é a própria Minaj) aparece e oferece um desejo para a princesa Nicki, ela ri e a fada faz com que um sapato de cristal apareça ao lado da princesa, e a partir daí, Nicki vive um "momento para a vida toda". Nicki começa a cantar o primeiro verso e simultaneamente aparece com sua peruca rosa e um vestido dourado andando pelo castelo. Depois, Drake aparece com uma roupa preta e de longe a vista Nicki e se apaixona por ela. Após isso, os dois aparecem cantando lado a lado em algum lugar do castelo e depois, os dois se casam em uma outra área do castelo enquanto fogos de artifício explodem no céu. O vídeo termina com Minaj sentada com o vestido azul em seu quarto.

## Atuações Ao Vivo
Nicki Minaj cantou pela primeira vez ao vivo a música em uma festa de ação de graças promovida pela rádio Hot 97, ao lado de Drake. Depois, performou a canção no programa Tonight Lopez , desta vez, sem Drake. Também cantou a música no VH1 Divas, onde várias cantoras faziam shows para militares americanos e ela também interpretou a música no The Ellen DeGeneres Show e no Saturday Night Live.

## Desempenho nas paradas musicais
| Parada (2011)                                | Melhor posição |
| -------------------------------------------- | -------------- |
| Estados Unidos - Billboard Hot 100           | 13             |
| Estados Unidos - Billboard R&B/Hip-Hop Songs | 1              |
| Estados Unidos - Billboard Rap Songs         | 1              |
| Estados Unidos - Billboard Radio Songs       | 5              |
| Estados Unidos - Billboard Pop Songs         | 18             |
| Bélgica - Ultratop 50 (Flanders)             | 23             |
| Canadá - Canadian Hot 100                    | 27             |
| França - French Singles Chart                | 65             |
| Reino Unido - UK Singles Chart               | 22             |
| Reino Unido - UK R&B Singles Chart           | 9              |
| Escócia - Scottish Singles and Albums Chart  | 10             |
| Irlanda - Irish Singles Chart                | 37             |
| Brasil - Billboard Brasil Hot 100            | 58             |

| País           | Certificação |
| -------------- | ------------ |
| Estados Unidos | Platina      |

| Tabela musical (2011)                        | Melhor posição |
| -------------------------------------------- | -------------- |
| Estados Unidos - Billboard Hot 100           | 50             |
| Estados Unidos - Billboard R&B/Hip-Hop Songs | 9              |
| Estados Unidos - Billboard Rap Songs         | 4              |
| Estados Unidos - Billboard Ringtones         | 32             |
| Estados Unidos - Billboard Radio Songs       | 28             |
| Canadá - Canadian Hot 100                    | 92             |

## Histórico de Lançamento
| País           | Data                  | Formato          |
| -------------- | --------------------- | ---------------- |
| Estados Unidos | 7 de Dezembro de 2010 | Rádio            |
| Reino Unido    | 20 de Março de 2011   | Download Digital |